# メナムの残照
『メナムの残照』（-ざんしょう）は、タイ王国の女流作家であるトムヤンティの小説。原題は『クーカム』。第二次世界大戦時のバンコクを舞台として、タイに進駐している日本軍に所属する小堀大尉とタイ人女性アンスマリンのラブストーリー。

## 概要
雑誌『シー・サヤーム』（麗しのシャム）に1965年から連載の形で掲載され、1969年に初版が上梓された。
初めてドラマ化された1970年以来、4度の映画化・6度のテレビドラマ化がされており、1990年にテレビドラマが放映されたときは、バンコク中の人がドラマを見るためにテレビの前にスタンバイしたため、バンコク名物の交通渋滞がなくなったという逸話もあるほどの人気作品であり、あまりの人気のため、トムヤンティは続編である『クーカム2』も執筆・出版した。
登場人物「小堀大尉」はタイ人の間で有名な日本人であり、タイ人の間でとてもよく知られているポピュラーな日本人である。

## 日本語訳
- 『メナムの残照』西野順治郎訳. 角川文庫, 1978.8 （完全版）大同生命国際文化基金, 1987.12

## 映画化
4度の映画化がされており、日本では1988年版（監督ルット・ロンナポップ、主演チンタラー・スカパット、ワルット・ウォーラタム）が第3回東京国際映画祭で上映された後、販売ビデオとしてビデオスルーされ、2013年版（監督キッティコーン・リアウシリクン、主演ナデート・クギミヤ、オラネート・D・カベレス）が第27回東京国際映画祭で上映された。